# Development Cup 2024
Development Cup 2024 byl 5. ročník turnaje národních družstev v ledním hokeji pro týmy z Evropy a Jižní Ameriky, jejichž národní hokejové federace jsou členy IIHF a nezúčastní se v daném roce turnaje Mistrovství světa. Uskutečnil se od 21. do 27. dubna 2024 na zimním stadionu Ondreje Nepely v hale B v Bratislavě na Slovensku za účasti šesti zemí. Původně mělo turnaj pořádat portugalské město Trofa, ale poté pořadatelství odřeklo. Obhájce titulu Lichtenštejnsko se rozhodlo nezúčastnit, protože po zpřísnění pravidel bylo k dispozici příliš málo hráčů. Jednotlivé reprezentace se utkali systémem každá s každou v jedné skupině a následoval den volna a pak zápasy o pořadí. Vítězem se stalo Irsko před Portugalskem a Kolumbií.

## Výsledky

### Základní skupina
|    |             | Irsko | Portugalsko | Kolumbie | Argentina | Řecko | Brazílie | V | R | P | VG | OG | B  |
| 1. | Irsko       | ***   | 8:3         | 9:1      | 7:4       | 12:3  | 16:0     | 5 | 0 | 0 | 52 | 11 | 10 |
| 2. | Portugalsko | 3:8   | ***         | 7:5      | 9:8       | 10:1  | 6:2      | 4 | 0 | 1 | 35 | 25 | 8  |
| 3. | Kolumbie    | 1:9   | 5:7         | ***      | 10:6      | 9:0   | 10:1     | 3 | 0 | 1 | 34 | 23 | 6  |
| 4. | Argentina   | 4:7   | 8:9         | 6:10     | ***       | 11:4  | 12:2     | 2 | 0 | 3 | 41 | 32 | 4  |
| 5. | Řecko       | 3:12  | 1:10        | 0:9      | 4:11      | ***   | 6:1      | 1 | 0 | 4 | 14 | 42 | 2  |
| 6. | Brazílie    | 0:16  | 2:6         | 2:12     | 1:9       | 1:6   | ***      | 0 | 0 | 5 | 7  | 50 | 0  |

## Zápasy o pořadí
|  | Finále        | Irsko    | 5:1 | Portugalsko |
|  | o třetí místo | Kolumbie | 4:3 | Argentina   |
|  | o páté místo  | Řecko    | 6:2 | Brazílie    |